# قره‌گنبد سفلی
قره‌گنبد سفلی یکی از روستاهای استان آذربایجان شرقی است که در دهستان چاراویماق شرقی بخش شادیان شهرستان چاراویماق واقع شده‌است.این روستا ۴۳ نفر جمعیت دارد.